# 29427 Oswaldthomas
29427 Oswaldthomas è un asteroide della fascia principale. Scoperto nel 1997, presenta un'orbita caratterizzata da un semiasse maggiore pari a 2,1874731 UA e da un'eccentricità di 0,0842881, inclinata di 5,20289° rispetto all'eclittica.